# Кутенгольц
Кутенгольц (нім. Kutenholz) — громада в Німеччині, розташована в землі Нижня Саксонія. Входить до складу району Штаде. Складова частина об'єднання громад Фреденбек.
Площа — 68,17 км2. Населення становить 4629 ос. (станом на 31 грудня 2021).